# ジョニー・ヘイズ (アイルランドのサッカー選手)
ジョナサン・"ジョニー"・ヘイズ（Jonathan "Jonny" Hayes, 1987年7月9日 - ）は、アイルランド・ダブリン出身の元サッカー選手。現役時代のポジションはMF。元アイルランド代表。

## 経歴

### クラブ
レディングFCでキャリアをスタートさせるが、当初は他クラブにレンタルに回されていた。
2007年7月4日、レスター・シティFCに3年契約で加入した。
2012年5月30日にスコティッシュ・プレミアシップのアバディーンFCに加入した。主力として活躍し、2013年11月には2016年夏まで契約更新を果たした。
2017年6月17日、セルティックFCに3年契約で移籍した。
2020年6月23日、古巣のアバディーンFCと2年契約を結んだ。
2024年7月16日、現役引退を表明した。

## タイトル
アバディーンFC
- スコティッシュ・リーグ・カップ 2013-14

セルティックFC
- スコティッシュ・リーグ・カップ 2018-19, 2019-20
- スコティッシュ・プレミアシップ 2017-18, 2018-19, 2019-20
- スコティッシュ・カップ 2018-19, 2019-20